# Peremojne, Horodok
Peremojne (în ucraineană Переможне) este o comună în raionul Horodok, regiunea Liov, Ucraina, formată numai din satul de reședință.

## Demografie
Componența lingvistică a comunei Peremojne
     Ucraineană (99,73%)
     Alte limbi (0,23%)
Conform recensământului din 2001, majoritatea populației comunei Peremojne era vorbitoare de ucraineană (99,73%), existând în minoritate și vorbitori de alte limbi.